# 1. ŽNL Vukovarsko-srijemska 2007./08.

## Tablica
| Mj. | Klub                              | Sus. | Pob | Rem | Por | GR     | Bod |
| --- | --------------------------------- | ---- | --- | --- | --- | ------ | --- |
| 1.  | HNK Fruškogorac Ilok              | 30   | 20  | 5   | 5   | 72:32  | 65  |
| 2.  | NK Zrinski Tordinci               | 30   | 15  | 9   | 6   | 52:27  | 54  |
| 3.  | NK Nosteria Nuštar                | 30   | 14  | 9   | 7   | 72:34  | 51  |
| 4.  | NK Mladost Antin                  | 30   | 14  | 5   | 11  | 55:44  | 47  |
| 5.  | NK Hajduk Tovarnik                | 30   | 13  | 6   | 11  | 55:45  | 45  |
| 6.  | NK Tomislav Cerna                 | 30   | 12  | 8   | 10  | 54:42  | 44  |
| 7.  | NK Zrinski Bošnjaci               | 30   | 13  | 5   | 12  | 52:52  | 44  |
| 8.  | NK Vuteks Sloga Vukovar           | 30   | 12  | 6   | 12  | 57:51  | 42  |
| 9.  | NK Mladost Privlaka               | 30   | 12  | 6   | 12  | 46:43  | 42  |
| 10. | NK HAŠK Jadran Stari Jankovci     | 30   | 11  | 9   | 10  | 52:54  | 42  |
| 11. | NK Frankopan Rokovci-Andrijaševci | 30   | 11  | 8   | 11  | 40:35  | 41  |
| 12. | NK Borac Retkovci                 | 30   | 10  | 10  | 10  | 52:49  | 40  |
| 13. | NK Jadran Gunja                   | 30   | 11  | 7   | 12  | 43:46  | 40  |
| 14. | NK Mladost Vođinci                | 30   | 10  | 2   | 18  | 30:62  | 32  |
| 15. | NK Sremac Ilača                   | 30   | 8   | 3   | 19  | 36:79  | 27  |
| 16. | NK Meteor Slakovci                | 30   | 3   | 4   | 23  | 28:101 | 13  |

## Rezultati
| NK Vuteks-Sloga Vukovar - NK Tomislav Cerna 4:1 ↓1 NK HAŠK Jadran Stari Jankovci - NK Jadran Gunja 2:2 HNK Frankopan Rokovci-Andrijaševci - NK Mladost Vođinci 0:1 NK Sremac Ilača - HNK Fruškogorac Ilok 1:3 NK Nosteria Nuštar - NK Zrinski Bošnjaci 3:1 NK Zrinski Tordinci - NK Mladost Privlaka 2:0 NK Mladost Antin - NK Hajduk Tovarnik 2:1 NK Meteor Slakovci - NK Borac Retkovci 0:0   | NK Tomislav Cerna - NK Meteor Slakovci 2:2 NK Borac Retkovci - NK Mladost Antin 3:1 NK Jadran Gunja - NK Vuteks-Sloga Vukovar 3:1 NK Hajduk Tovarnik - NK Nosteria Nuštar 2:0 NK Zrinski Tordinci - NK Sremac Ilača 3:0 NK Mladost Privlaka - NK Zrinski Bošnjaci 0:1 HNK Fruškogorac Ilok - HNK Frankopan Rokovci-Andrijaševci 2:0 NK Mladost Vođinci - NK HAŠK Jadran Stari Jankovci 1:7     | NK Vuteks-Sloga Vukovar - NK Mladost Vođinci 5:2 ↓2 NK HAŠK Jadran Stari Jankovci - HNK Fruškogorac Ilok 2:2 NK Meteor Slakovci - NK Jadran Gunja 2:2 HNK Frankopan Rokovci-Andrijaševci - NK Zrinski Tordinci 0:3 NK Zrinski Bošnjaci - NK Hajduk Tovarnik 3:2 NK Sremac Ilača - NK Mladost Privlaka 2:2 NK Nosteria Nuštar - NK Borac Retkovci 1:1 NK Mladost Antin - NK Tomislav Cerna 4:0  |
| NK Jadran Gunja - NK Mladost Antin 0:0 NK Tomislav Cerna - NK Nosteria Nuštar 2:1 NK Mladost Vođinci - NK Meteor Slakovci 1:0 NK Borac Retkovci - NK Zrinski Bošnjaci 2:2 NK Sremac Ilača - HNK Frankopan Rokovci-Andrijaševci 1:1 NK Mladost Privlaka - NK Hajduk Tovarnik 3:2 NK Zrinski Tordinci - NK HAŠK Jadran Stari Jankovci 1:1 HNK Fruškogorac Ilok - NK Vuteks-Sloga Vukovar 1:1      | NK Hajduk Tovarnik - NK Borac Retkovci 5:0 NK Vuteks-Sloga Vukovar - NK Zrinski Tordinci 0:0 ↓3 NK HAŠK Jadran Stari Jankovci - NK Sremac Ilača 3:1 NK Meteor Slakovci - HNK Fruškogorac Ilok 2:3 HNK Frankopan Rokovci-Andrijaševci - NK Mladost Privlaka 3:1 NK Zrinski Bošnjaci - NK Tomislav Cerna 1:0 NK Nosteria Nuštar - NK Jadran Gunja 5:1 NK Mladost Antin - NK Mladost Vođinci 4:1  | NK Mladost Vođinci - NK Nosteria Nuštar 1:1 NK Jadran Gunja - NK Zrinski Bošnjaci 0:1 HNK Fruškogorac Ilok - NK Mladost Antin 3:1 NK Tomislav Cerna - NK Hajduk Tovarnik 3:0 HNK Frankopan Rokovci-Andrijaševci - NK HAŠK Jadran Stari Jankovci 2:0 NK Mladost Privlaka - NK Borac Retkovci 4:1 NK Sremac Ilača - NK Vuteks-Sloga Vukovar 1:0 NK Zrinski Tordinci - NK Meteor Slakovci 4:1     |
| NK Vuteks-Sloga Vukovar - HNK Frankopan Rokovci-Andrijaševci 2:0 ↓4 NK Mladost Antin - NK Zrinski Tordinci 3:0 NK Nosteria Nuštar - HNK Fruškogorac Ilok 1:2 NK Meteor Slakovci - NK Sremac Ilača 5:0 NK Borac Retkovci - NK Tomislav Cerna 1:1 NK HAŠK Jadran Stari Jankovci - NK Mladost Privlaka 5:2 NK Hajduk Tovarnik - NK Jadran Gunja 3:1 NK Zrinski Bošnjaci - NK Mladost Vođinci 4:0   | HNK Fruškogorac Ilok - NK Zrinski Bošnjaci 4:1 NK Mladost Vođinci - NK Hajduk Tovarnik 0:4 NK Zrinski Tordinci - NK Nosteria Nuštar 2:1 NK Jadran Gunja - NK Borac Retkovci 1:2 NK HAŠK Jadran Stari Jankovci - NK Vuteks-Sloga Vukovar 1:0 NK Mladost Privlaka - NK Tomislav Cerna 2:1 HNK Frankopan Rokovci-Andrijaševci - NK Meteor Slakovci 2:1 NK Sremac Ilača - NK Mladost Antin 1:3     | NK Vuteks-Sloga Vukovar - NK Mladost Privlaka 2:0 ↓5 NK Mladost Antin - HNK Frankopan Rokovci-Andrijaševci 3:0 NK Nosteria Nuštar - NK Sremac Ilača 5:0 NK Meteor Slakovci - NK HAŠK Jadran Stari Jankovci 1:1 NK Tomislav Cerna - NK Jadran Gunja 2:0 NK Borac Retkovci - NK Mladost Vođinci 3:2 NK Hajduk Tovarnik - HNK Fruškogorac Ilok 0:0 NK Zrinski Bošnjaci - NK Zrinski Tordinci 1:1  |
| NK Zrinski Tordinci - NK Hajduk Tovarnik 4:0 HNK Fruškogorac Ilok - NK Borac Retkovci 2:0 NK Sremac Ilača - NK Zrinski Bošnjaci 1:0 NK Mladost Vođinci - NK Tomislav Cerna 1:0 NK Vuteks-Sloga Vukovar - NK Meteor Slakovci 4:2 NK Mladost Privlaka - NK Jadran Gunja 3:1 NK HAŠK Jadran Stari Jankovci - NK Mladost Antin 3:1 HNK Frankopan Rokovci-Andrijaševci - NK Nosteria Nuštar 1:1      | NK Zrinski Bošnjaci - HNK Frankopan Rokovci-Andrijaševci 1:0 NK Nosteria Nuštar - NK HAŠK Jadran Stari Jankovci 1:0 NK Hajduk Tovarnik - NK Sremac Ilača 3:1 NK Mladost Antin - NK Vuteks-Sloga Vukovar 3:1 NK Jadran Gunja - NK Mladost Vođinci 2:1 NK Meteor Slakovci - NK Mladost Privlaka 1:2 NK Tomislav Cerna - HNK Fruškogorac Ilok 2:0 NK Borac Retkovci - NK Zrinski Tordinci 1:3     | NK Vuteks-Sloga Vukovar - NK Nosteria Nuštar 0:0 ↓6 NK Zrinski Tordinci - NK Tomislav Cerna 3:3 NK Sremac Ilača - NK Borac Retkovci 1:0 HNK Fruškogorac Ilok - NK Jadran Gunja 1:0 NK Meteor Slakovci - NK Mladost Antin 1:0 NK Mladost Privlaka - NK Mladost Vođinci 1:0 NK HAŠK Jadran Stari Jankovci - NK Zrinski Bošnjaci 2:2 HNK Frankopan Rokovci-Andrijaševci - NK Hajduk Tovarnik 1:0  |
| NK Hajduk Tovarnik - NK HAŠK Jadran Stari Jankovci 4:1 NK Zrinski Bošnjaci - NK Vuteks-Sloga Vukovar 2:0 NK Borac Retkovci - HNK Frankopan Rokovci-Andrijaševci 1:1 NK Nosteria Nuštar - NK Meteor Slakovci 2:0 NK Mladost Vođinci - HNK Fruškogorac Ilok 2:5 NK Mladost Antin - NK Mladost Privlaka 1:0 NK Jadran Gunja - NK Zrinski Tordinci 0:0 NK Tomislav Cerna - NK Sremac Ilača 3:4      | NK Vuteks-Sloga Vukovar - NK Hajduk Tovarnik 1:2 ↓7 NK Sremac Ilača - NK Jadran Gunja 3:2 HNK Frankopan Rokovci-Andrijaševci - NK Tomislav Cerna 2:2 NK Zrinski Tordinci - NK Mladost Vođinci 5:0 NK Mladost Antin - NK Nosteria Nuštar 0:5 NK Mladost Privlaka - HNK Fruškogorac Ilok 0:2 NK Meteor Slakovci - NK Zrinski Bošnjaci 1:2 NK HAŠK Jadran Stari Jankovci - NK Borac Retkovci 2:1  | NK Borac Retkovci - NK Vuteks-Sloga Vukovar 4:2 NK Hajduk Tovarnik - NK Meteor Slakovci 2:0 NK Tomislav Cerna - NK HAŠK Jadran Stari Jankovci 0:1 NK Zrinski Bošnjaci - NK Mladost Antin 0:4 HNK Fruškogorac Ilok - NK Zrinski Tordinci 0:0 NK Nosteria Nuštar - NK Mladost Privlaka 2:2 NK Mladost Vođinci - NK Sremac Ilača 3:0 NK Jadran Gunja - HNK Frankopan Rokovci-Andrijaševci 2:1     |
| NK Jadran Gunja - NK HAŠK Jadran Stari Jankovci 3:0 NK Mladost Vođinci - HNK Frankopan Rokovci-Andrijaševci 1:0 NK Tomislav Cerna - NK Vuteks-Sloga Vukovar 4:2 HNK Fruškogorac Ilok - NK Sremac Ilača 2:0 NK Zrinski Bošnjaci - NK Nosteria Nuštar 1:3 NK Mladost Privlaka - NK Zrinski Tordinci 1:1 NK Hajduk Tovarnik - NK Mladost Antin 0:1 NK Borac Retkovci - NK Meteor Slakovci 3:1      | NK Vuteks-Sloga Vukovar - NK Jadran Gunja 4:0 ↓8 NK Meteor Slakovci - NK Tomislav Cerna 0:2 NK Mladost Antin - NK Borac Retkovci 1:1 NK Nosteria Nuštar - NK Hajduk Tovarnik 3:0 NK Sremac Ilača - NK Zrinski Tordinci 0:1 NK Zrinski Bošnjaci - NK Mladost Privlaka 1:0 HNK Frankopan Rokovci-Andrijaševci - HNK Fruškogorac Ilok 1:2 NK HAŠK Jadran Stari Jankovci - NK Mladost Vođinci 1:0  | NK Mladost Vođinci - NK Vuteks-Sloga Vukovar 2:0 HNK Fruškogorac Ilok - NK HAŠK Jadran Stari Jankovci 5:0 NK Jadran Gunja - NK Meteor Slakovci 4:0 NK Zrinski Tordinci - HNK Frankopan Rokovci-Andrijaševci 1:0 NK Hajduk Tovarnik - NK Zrinski Bošnjaci 4:2 NK Mladost Privlaka - NK Sremac Ilača 3:1 NK Borac Retkovci - NK Nosteria Nuštar 1:3 NK Tomislav Cerna - NK Mladost Antin 1:1     |
| NK Vuteks-Sloga Vukovar - HNK Fruškogorac Ilok 2:4 ↓9 NK Nosteria Nuštar - NK Tomislav Cerna 2:1 NK Mladost Antin - NK Jadran Gunja 0:0 NK Zrinski Bošnjaci - NK Borac Retkovci 1:0 HNK Frankopan Rokovci-Andrijaševci - NK Sremac Ilača 3:0 NK Hajduk Tovarnik - NK Mladost Privlaka 1:1 NK HAŠK Jadran Stari Jankovci - NK Zrinski Tordinci 0:1 NK Meteor Slakovci - NK Mladost Vođinci 1:0   | HNK Fruškogorac Ilok - NK Meteor Slakovci 6:0 NK Zrinski Tordinci - NK Vuteks-Sloga Vukovar 1:3 NK Mladost Vođinci - NK Mladost Antin 3:2 NK Sremac Ilača - NK HAŠK Jadran Stari Jankovci 1:1 NK Borac Retkovci - NK Hajduk Tovarnik 3:3 NK Mladost Privlaka - HNK Frankopan Rokovci-Andrijaševci 1:2 NK Tomislav Cerna - NK Zrinski Bošnjaci 5:0 NK Jadran Gunja - NK Nosteria Nuštar 1:1     | NK Vuteks-Sloga Vukovar - NK Sremac Ilača 5:3 ↓10 NK Zrinski Bošnjaci - NK Jadran Gunja 1:1 NK Nosteria Nuštar - NK Mladost Vođinci 3:0 NK Hajduk Tovarnik - NK Tomislav Cerna 2:1 NK HAŠK Jadran Stari Jankovci - HNK Frankopan Rokovci-Andrijaševci 1:1 NK Borac Retkovci - NK Mladost Privlaka 1:1 NK Meteor Slakovci - NK Zrinski Tordinci 0:3 NK Mladost Antin - HNK Fruškogorac Ilok 1:3 |
| NK Zrinski Tordinci - NK Mladost Antin 1:1 NK Sremac Ilača - NK Meteor Slakovci 4:1 HNK Fruškogorac Ilok - NK Nosteria Nuštar 3:0 HNK Frankopan Rokovci-Andrijaševci - NK Vuteks-Sloga Vukovar 2:2 NK Tomislav Cerna - NK Borac Retkovci 1:1 NK Mladost Privlaka - NK HAŠK Jadran Stari Jankovci 4:1 NK Jadran Gunja - NK Hajduk Tovarnik 3:1 NK Mladost Vođinci - NK Zrinski Bošnjaci 2:2      | NK Vuteks-Sloga Vukovar - NK HAŠK Jadran Stari Jankovci 3:2 ↓11 NK Hajduk Tovarnik - NK Mladost Vođinci 2:0 NK Borac Retkovci - NK Jadran Gunja 6:2 NK Zrinski Bošnjaci - HNK Fruškogorac Ilok 3:1 NK Nosteria Nuštar - NK Zrinski Tordinci 1:1 NK Meteor Slakovci - HNK Frankopan Rokovci-Andrijaševci 1:4 NK Mladost Antin - NK Sremac Ilača 4:2 NK Tomislav Cerna - NK Mladost Privlaka 2:0 | NK Sremac Ilača - NK Nosteria Nuštar 2:1 HNK Frankopan Rokovci-Andrijaševci - NK Mladost Antin 4:1 NK Zrinski Tordinci - NK Zrinski Bošnjaci 2:0 NK HAŠK Jadran Stari Jankovci - NK Meteor Slakovci 6:0 NK Jadran Gunja - NK Tomislav Cerna 2:0 NK Mladost Privlaka - NK Vuteks-Sloga Vukovar 4:1 NK Mladost Vođinci - NK Borac Retkovci 2:0 HNK Fruškogorac Ilok - NK Hajduk Tovarnik 3:0     |
| NK Hajduk Tovarnik - NK Zrinski Tordinci 2:1 NK Borac Retkovci - HNK Fruškogorac Ilok 4:1 NK Zrinski Bošnjaci - NK Sremac Ilača 5:1 NK Tomislav Cerna - NK Mladost Vođinci 3:0 NK Meteor Slakovci - NK Vuteks-Sloga Vukovar 0:5 NK Jadran Gunja - NK Mladost Privlaka 1:0 NK Mladost Antin - NK HAŠK Jadran Stari Jankovci 4:0 NK Nosteria Nuštar - HNK Frankopan Rokovci-Andrijaševci 1:1      | NK Vuteks-Sloga Vukovar - NK Mladost Antin 2:1 ↓12 HNK Frankopan Rokovci-Andrijaševci - NK Zrinski Bošnjaci 2:0 NK Sremac Ilača - NK Hajduk Tovarnik 3:2 NK HAŠK Jadran Stari Jankovci - NK Nosteria Nuštar 2:0 NK Mladost Vođinci - NK Jadran Gunja 2:0 NK Mladost Privlaka - NK Meteor Slakovci 5:0 HNK Fruškogorac Ilok - NK Tomislav Cerna 1:1 NK Zrinski Tordinci - NK Borac Retkovci 1:2 | NK Borac Retkovci - NK Sremac Ilača 5:1 NK Tomislav Cerna - NK Zrinski Tordinci 2:1 NK Hajduk Tovarnik - HNK Frankopan Rokovci-Andrijaševci 1:1 NK Jadran Gunja - HNK Fruškogorac Ilok 4:2 NK Mladost Antin - NK Meteor Slakovci 4:1 NK Mladost Vođinci - NK Mladost Privlaka 0:1 NK Nosteria Nuštar - NK Vuteks-Sloga Vukovar 4:0 NK Zrinski Bošnjaci - NK HAŠK Jadran Stari Jankovci 2:3     |
| NK Vuteks-Sloga Vukovar - NK Zrinski Bošnjaci 5:2 ↓13 NK HAŠK Jadran Stari Jankovci - NK Hajduk Tovarnik 2:2 HNK Frankopan Rokovci-Andrijaševci - NK Borac Retkovci 3:0 NK Meteor Slakovci - NK Nosteria Nuštar 3:14 HNK Fruškogorac Ilok - NK Mladost Vođinci 4:0 NK Mladost Privlaka - NK Mladost Antin 1:0 NK Zrinski Tordinci - NK Jadran Gunja 1:2 NK Sremac Ilača - NK Tomislav Cerna 1:5 | NK Tomislav Cerna - HNK Frankopan Rokovci-Andrijaševci 2:1 NK Jadran Gunja - NK Sremac Ilača 3:0 NK Borac Retkovci - NK HAŠK Jadran Stari Jankovci 5:0 NK Mladost Vođinci - NK Zrinski Tordinci 0:2 NK Nosteria Nuštar - NK Mladost Antin 5:1 HNK Fruškogorac Ilok - NK Mladost Privlaka 3:0 NK Zrinski Bošnjaci - NK Meteor Slakovci 9:0 NK Hajduk Tovarnik - NK Vuteks-Sloga Vukovar 0:0     | NK Vuteks-Sloga Vukovar - NK Borac Retkovci 0:0 ↓14 NK Meteor Slakovci - NK Hajduk Tovarnik 1:5 NK HAŠK Jadran Stari Jankovci - NK Tomislav Cerna 2:2 NK Mladost Antin - NK Zrinski Bošnjaci 3:1 NK Zrinski Tordinci - HNK Fruškogorac Ilok 3:2 NK Mladost Privlaka - NK Nosteria Nuštar 2:2 NK Sremac Ilača - NK Mladost Vođinci 0:2 HNK Frankopan Rokovci-Andrijaševci - NK Jadran Gunja 1:0 |